# Ельцовка (Ельцовский район)
Ельцо́вка — село в Алтайском крае России, административный центр Ельцовского района и сельского поселения Ельцовский сельсовет.

## География
Расположено в 253 км  к востоку от Барнаула. Через село протекает река Чумыш.

## История
Основано в 1770 году.

## Население
| 1939  | 1959  | 1970  | 1979  | 1989  | 1997  | 1998  | 1999  | 2000  |
| ----- | ----- | ----- | ----- | ----- | ----- | ----- | ----- | ----- |
| 2667  | ↗2899 | ↗2974 | ↗3512 | ↗3561 | ↗3634 | ↘3530 | ↗3538 | ↘3511 |
| 2001  | 2002  | 2003  | 2004  | 2005  | 2006  | 2007  | 2008  | 2009  |
| ↘3326 | ↗3337 | ↗3417 | ↗3540 | ↘3319 | ↗3332 | ↗3350 | ↗3366 | ↘3229 |
| 2010  | 2011  | 2012  | 2013  | 2014  | 2015  | 2016  | 2017  | 2018  |
| ↘2863 | ↘2841 | ↘2828 | ↘2826 | ↗2884 | ↗2905 | ↘2896 | ↗2900 | ↗2912 |
| 2019  | 2020  | 2021  |       |       |       |       |       |       |
| ↗2915 | ↘2875 | ↘2871 |       |       |       |       |       |       |

## Инфраструктура
В селе находятся перерабатывающие, строительные, ремонтно-технические, бытовые предприятия (до 2015 года работал лесхоз), детские дошкольные, медицинские учреждения; общеобразовательная, основная и музыкальная школы; музей, три библиотеки, дом досуга. Вблизи села находится единственная в Алтайском крае сейсмическая станция Алтае-Саянской опытно методической экспедиции геофизической службы СО РАН.

## Транспорт
Ельцовка связана автомобильными дорогами с соседними райцентрами Тогулом и Целинным, которые являются частью общей автодорожной сети края. В восточном направлении существует автодорога в Кемеровскую область (на Кузедеево и Новокузнецк). До ближайшей железнодорожной станции Бийск 140 км.
До 1991 года в Ельцовке действовал Ельцовский аэропорт Новокузнецкого авиапредприятия. Аэропорт принимал самолеты типа АН-2. В 1988 г. доход предприятия составил 31 тысячу рублей, в 1989 году - 20 тысяч рублей. С развитием постоянного автобусного сообщения интенсивность авиаперевозок снизилась: в ноябре и декабре 1989 года воздушным путем отправлено 32 человека, в январе 1990 - 8 человек. Регулярность полетов в зимний период снизилась до 10-20% от предыдущих показателей.

## Достопримечательности
В 2008 году было принято решение открыть музей в родном селе актрисы Е. Ф. Савиновой. Выкупить под музей родной дом актрисы не получилось из-за огромной суммы, запрошенной за него новыми хозяевами. Мемориальный музей — филиал Государственного музея истории литературы, искусства и культуры Алтая, был открыт в декабре 2011 года в доме, где проживала с семьёй подруга актрисы – Евдокия Бурлакова, фамилию которой и получила героиня знаменитого фильма с участием Е. Савиновой «Приходите завтра». В экспозиции музея представлены подлинные предметы семьи актрисы и её личные вещи, среди которых и платье, в котором Е. Савинова снималась в своём самом известном фильме.

## Радио
- 100,1 Радио России/ГТРК Алтай

## Телевидение
- Первый канал
- Россия 1
- 5 канал
- Матч ТВ
- Катунь 24

## Люди, связанные с селом
В селе родились:
- Елесин, Михаил Васильевич (1918—1952) — Герой Советского Союза.
- Савинова, Екатерина Фёдоровна (1926—1970) — советская актриса, известная по главной роли (Фрося Бурлакова) в фильме «Приходите завтра».